# Liste des sloop-of-wars de l'United States Navy
La liste qui suit constitue la liste des sloop-of-wars de l'United States Navy, la marine de guerre des États-Unis.

## Sloops à voiles
- USS Adams (1799)
- USS Albany (1846) (en)
- USS Alligator (1813) (en)
- USS Belle Italia (1862) (en)
- USS Boston (1825) (en)

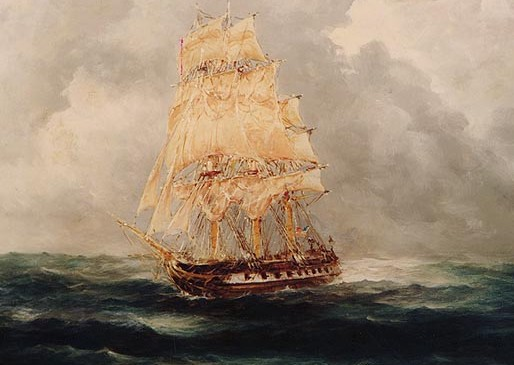
Le sloop USS Boston par Rod Cladius.

- USS Brockenborough (1862) (en)
- USS Connecticut (1799)
- USS Constellation (1854)
- USS Cyane (1837) (en)
- USS Dale (1839) (en)
- USS Decatur (1839) (en)
- USS Eagle (1812) (en)
- USS Epervier (1814)
- USS Erie (1813)
- USS Fair American (1812) (en)
- USS Fairfield (1828) (en)
- USS Falmouth (1827) (en)
- USS G. L. Brockenborough (1862) (en)
- USS Ganges (1794)
- USS George Washington (1798n)
- USS Germantown (1846) (en)
- USS Granite (1862) (en)
- USS Growler (sloop, 1812) (en)
- USS Hamilton (1812) (en)
- USS Hornet (1775) (en)
- USS Hornet (sloop, 1805)
- USS Hornet (brick, 1805)
- USS Jamestown (1844) (en)
- USS Julia (1863) (en)
- USS Levant (1837)
- USS Lexington (1825) (en)
- USS Marion (1839) (en)
- USS Maryland (1799)
- USS Natchez (1827) (en)
- USS Ohio (1812) (en)
- USS Ontario (1813)
- USS Oriole (1895) (en)
- USS Peacock (1813)
- USS Plymouth (1844) (en)
- USS Portsmouth (1843) (en)
- USS Preble (1839) (en)
- USS Providence (1775) (en)
- USS Quinnebaug (1875) (en)
- USS Rosalie (1863) (en)
- USS Saratoga (1842) (en)
- USS Scourge (1804)
- USS Scourge (1812) (en)
- USS St. Louis (1828) (en)
- USS St. Mary's (1844) (en)
- USS Trippe (1812) (en)
- USS Trumbull (1799)
- USS Vincennes (1826)
- USS Warren (1827) (en)
- USS Wasp (1807)
- USS Yorktown (1839) (en)

## Sloops à vapeur

### Classe Marion
- USS Marion (1839) (en)

### Classe Saranac

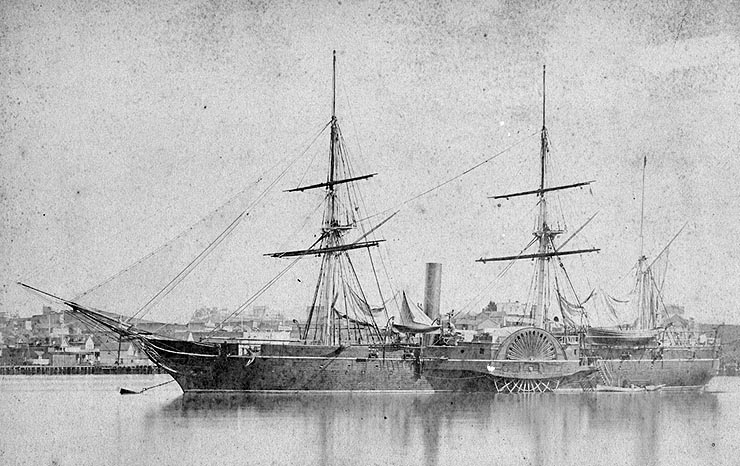
Le Saranac.

- USS Saranac (1848) (en)

### Classe Wyoming
- USS Wyoming (1859) (en)
- USS Tuscarora (1861) (en)

### Classe Dacotah
- USS Dacotah (1859) (en)

### Classe Seminole
- USS Seminole (1859) (en)
- USS Narragansett (1859) (en)

### Classe Saginaw
- USS Saginaw (1859) (en)

### Classe Pochontas
- USS Pocahontas (1852) (en)

### Classe Hartford

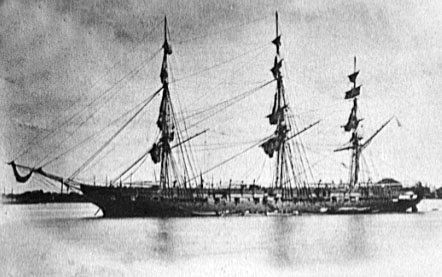
L'USS Brooklyn vers la fin XIXe-début XXe.

- USS Brooklyn (1858) (en)
- USS Hartford (1858)
- USS Richmond (1860) (en)
- USS Lancaster (1858) (en)
- USS Pensacola (1859) (en)

### Classe Kearsarge
- USS Kearsarge (1861)
- USS Mohican (1859) (en)
- USS Iroquois (1859)
- USS Oneida (1861) (en)
- USS Tuscarora (1861) (en)
- USS Wachusett (1861) (en)

### Classe Contoocook
- USS Contoocook (1864) (en) renommé USS Albany
- USS Manitou (1866) (en)
- USS Moshulu (1867) (en)
- USS Manitou (en) renommé USS Worcester
- USS Moshulu (en) renommé USS Severn
- USS Pushmataha (1868) (en) renommé USS Cambridge puis USS Congress
- USS Pompanoosuc

### Classe Java
- USS Antietam (1875) (en)
- USS Guerriere (1865) (en)
- USS Illinois (1864) (en)
- USS Java (1863) (en)
- USS Kewaydin (en)
- USS Minnetonka (en)
- USS Ontario (1863) (en)

### Classe Ossipee

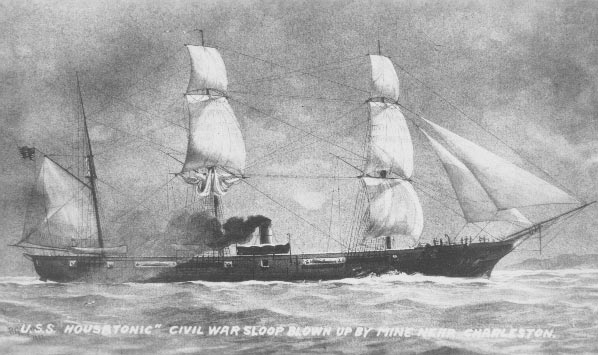
Le sloop.

- USS Ossipee (1861) (en)
- USS Adirondack (1861) (en)
- USS Juniata (1862) (en)
- USS Housatonic (1861)

### Classe Sacramento
- USS Canandaigua 1862) (en)
- USS Monongahela 1862) (en)
- USS Sacramento 1862) (en)
- USS Shenandoah 1862) (en)

### Classe Ticonderoga
- USS Ticonderoga (1863) (en)
- USS Lackawanna (1862) (en)

### Classe Alaska
- USS Alaska (1868) (en)
- USS Benicia (1868) (en) anciennement USS Algoma
- USS Plymouth (1867) (en) anciennement USS Kenosha
- USS Omaha (1869) (en) anciennement USS Astoria

### Classe Swatara
- USS Resaca (1865) (en)
- USS Swatara (1865) (en)
- USS Quinnebaug (1866) (en)
- USS Nantasket (en)

### Classe Galena

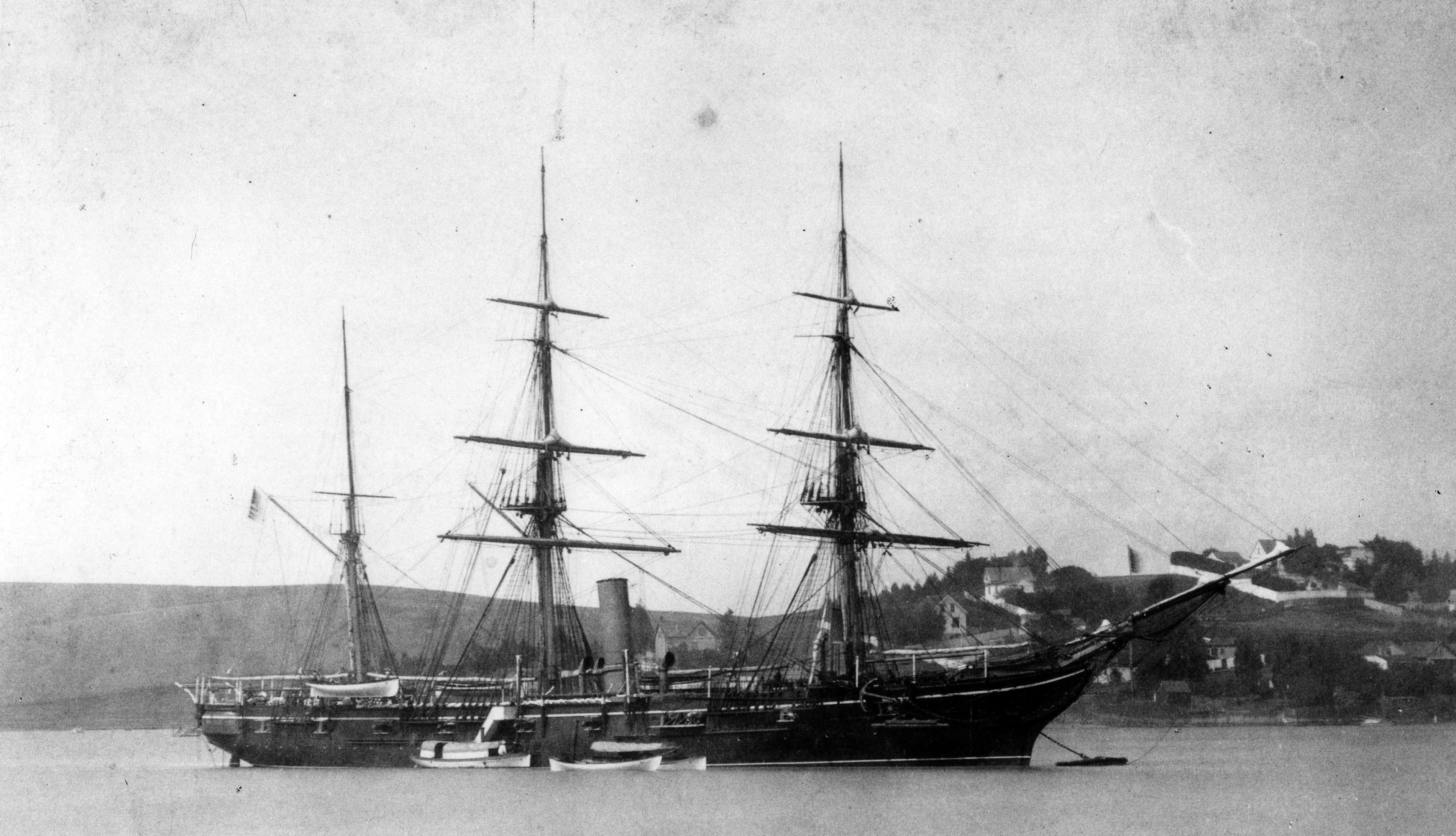
Le Mohican (1883) à la base navale de Mare Island en novembre 1894.

- USS Marion (1839) (en)
- USS Mohican (1883) (en)
- USS Quinnebaug (1875) (en)
- USS Swatara (1873) (en)

### Classe Vandalia
- USS Vandalia (1876) (en)
- USS Mohican (1883) (en)

### Classe Enterprise
- USS Enterprise (1874)
- USS Adams (1874) (en)
- USS Alliance (1877) (en)
- USS Nipsic (en)
- USS Essex (1876) (en)

### Classe Alert
- USS Alert (AS-4) (en)
- USS Huron (1875) (en)
- USS Ranger (PG-23)